# Rüdiger Bertram
Rüdiger Bertram (Ratingen, mei 1967) is een Duits schrijver. Hij is woonachtig in Keulen, samen met zijn vrouw en kinderen.
Na het afronden van zijn studie (Geschiedenis, Economie en Duits) werkte hij tevens als freelance journalist en columnist. Hij vertaalde natuurfilms van de BBC in het Duits. Hij schrijft jeugdliteratuur en scenario's voor sitcoms, ook is hij hoofdredacteur van de Duitse cultuurzender NRW. Twee van zijn boeken, Coolman en ik en Coolman en ik. Yes!!!, zijn in het Nederlands vertaald door Merel de Vink en werden uitgegeven door Lemniscaat. Heribert Schulmeyer illustreerde deze boeken. Verder heeft Rüdiger verschillende boeken geschreven die alleen in Duitsland zijn uitgegeven.

## Prijzen en onderscheidingen
- Februari 2011 – LeseLotse (door Buchjournal, Aanbevelingslijst)[6]
- December 2010 – Top 10 Hitlijst Kinderboeken (door media control GfK)[7]

- Bibsys: 14038732
- Biblioteca Nacional de España: XX5218560
- Bibliothèque nationale de France: cb16728632t (data)
- Gemeinsame Normdatei: 129738387
- International Standard Name Identifier: 0000 0000 1712 9688
- Library of Congress Control Number: no2017057063
- Nationale Bibliotheek van Letland: 000197688
- Nationale Bibliotheek van Tsjechië: xx0184997
- Nationale Bibliotheek van Israël: 987007462673305171
- Nederlandse Thesaurus van Auteursnamen: 333875419
- Virtual International Authority File: 62636439
- WorldCat: E39PBJfGWgckVK3cFxDGvm8t8C